# اختلافات جنسية في الذاكرة
على الرغم من وجود العديد من الاختلافات بين الجنسين في الوظائف الفسيولوجية، والنفسية، إلا أن الذاكرة، بشكل عام، ثابتة ومتقاربة إلى حد كبير بين الأجناس. من خلال دراسة الحالات المحددة التي يظهر فيها بعض الاختلافات في الذاكرة بين الذكور والإناث، يمكننا أن نفهم بشكل أكبر هياكل الدماغ والوظائف المرتبطة بالذاكرة.
هذه الدراسة تعتبر ضمن تجارب علمية محددة تظهر بعض الاختلافات، مثل طرق استعادة الأحداث الماضية، وتعابير الوجه في اظهار العاطفة، وأيضاً دراسات تصوير الأعصاب من حيث حجم وتنشيط مختلف مناطق الدماغ. يبدو أن الأبحاث تركز بشكل خاص على الفروق بين الجنسين في الذاكرة الصريحة. مثل العديد من الفروق الدقيقة الأخرى في النفس البشرية، يتم دراسة هذه الاختلافات بهدف تكوين رؤية أكبر لفهم الدماغ البشري.

## تاريخ البحث
تصورات الفروق بين الجنسين في القدرات المعرفية تعود إلى اليونان القديمة، عندما وصف الطبيب اليوناني العظيم أبقراط المصطلح «هستيريا» أو «الرحم المتجول» لتفسير عدم الاستقرار العاطفي والأمراض العقلية عند النساء. وقد استمر هذا التشخيص حتى منتصف القرن التاسع عشر وبداية حركات حقوق المرأة وحركات التحرير، حيث كان يستخدم كدليل على عدم قدرة المرأة على التعامل مع العمل الفكري. قال أطباء بارزون في هذه الحقبة، بما في ذلك طبيب الأعصاب وعالم النفس سيغموند فرويد، إن المرأة كانت مناسبة بيولوجيًا للقيام بالأعمال المنزلية فقط، حيث لم يكن لديها ما يكفي من الدم لتزويد كلاً من الدماغ والرحم للقيام بالأعمال التي تتطلب الفكر والقدرات العقلية. عندما بدأت النساء في الالتحاق بالجامعة في أواخر القرن التاسع عشر وأوائل القرن العشرين، أكد المعارضون أن المتطلبات العالية التي يحتاجها التعليم ما بعد الثانوي من دماغ المرأة سوف يؤثر علي الرحم، وسيجعلهن عقيمات.
أدي اتجاه الكثير من النساء إلي شغل الكثير من الأعمال خلال الحرب العالمية الأولى لتحل محل الرجال المجندين الذين يقاتلون في الخارج، إلي حدوث نقطة تحول في وجهات النظر حول القدرات المعرفية للمرأة. بعد أن أثبتت أنها قادرة على العمل في الأماكن التي كان يشغلها الرجال، حصلت المرأة على حق التصويت في فترة ما بعد الحرب في الولايات المتحدة، وكندا، والمملكة المتحدة. وبالرغم من أن النساء كن قادرات على التصويت وعملهن بأجر، إلا أنهن لم يُنظر إليهن على أنهن مساوين للرجال فكريًا. يبدو أن تطوير معادلة هاري جيرسون في عام 1973 أكد المعتقدات الشعبية حول القدرات المعرفية للمرأة. كانت هذه المعادلة هي احدي الوسائل الأولى لقياس دماغ بطريقة غير مباشرة، حيث أظهرت أن حجم مناطق الدماغ تكون في المتوسط أصغر عند النساء مقارنة بالرجال. ومنذ ذلك الحين أثبت علم الأعصاب الحديث أن المرأة تعوض صغر أدمغتها بوجود زيادة في الكثافة العصبية، ولا توجد فروق ذات دلالة إحصائية واضحة في القدرات الإدراكية بين الرجال والنساء. ومع ذلك أظهرت التطورات الأخيرة في علم النفس العصبي وعلم النفس المعرفي، وجود اختلافات محددة في الإدراك - بما في ذلك الذاكرة -. ولا يزال هناك جدل مستمر حول أسباب هذه الاختلافات، في علم الأحياء، وعلم الوراثة، والثقافة، والعوامل البيئية المحيطة.

## الذاكرة الصريحة
عند المشاركة في مهمة التعرف على إحساسات وتعبيرات الوجه، يتم استخدام الذاكرة الصريحة. إن معرفة كيف يبدو الوجه في حالات عاطفية مختلفة هو شيء يتم تعلمه وتخزينه في الذاكرة. وجد أن النساء عادة أكثر حساسية لمهام التعرف على العاطفة من الرجال.
في دراسة قيمت تحديد العواطف على الوجوه (السعادة، والحزن، والخوف، والغضب، والاشمئزاز...) برعت الإناث في التعرف الواضح على المشاعر، خاصة مشاعر الخوف والحزن. النساء أفضل من الرجال بشكل عام في التعرف العاطفي الواضح، ولكن بشكل خاص مع المشاعر السلبية.
واستناداً إلى دراسات تصوير الدماغ، تظهر النساء أيضاً حساسية عصبية متزايدة تجاه المشاعر السلبية مقارنةً بالرجال. بالإضافة إلى ذلك، يفترض أن يكون لدى النساء منطقة جبهية أمامية أكبر تشارك في التنظيم العاطفي. قد يساهم ذلك في زيادة الدقة في مهمة التعرف على تعبيرات الوجه، بالإضافة إلى تحديد أكثر دقة للمحتوى العاطفي.
ومع ذلك، في دراسة أخرى، لم تظهر الإناث اختلافًا في تذكر التفاصيل من المسارات العاطفية في مقابل المسارات المحايدة، بينما أظهر الرجال مزيدًا من الاستذكار للمسارات العاطفية. كان استرجاع الإناث مستقراً، ومتسقاً مع المستويات العامة للرجال، مما يشير إلى أن النساء عموماً أكثر انتباهاً لتذكر المسارات اللفظية، والرجال فقط يصبحون أكثر انتباهاً عندما يكون للمسار محتوى عاطفي كبير.
وأخيرًا، تظهر النساء تحيزًا جنسيًا في تذكر الوجوه علي حسب الجنس، حيث أن الإناث تتجاوز الذكور في التعرف على الوجه إذا كان وجه أنثى أخرى، وليس لوجوه الذكور.
الطلاقة اللفظية الدلالية هي جانب آخر من الذاكرة الواضحة. يتحقق اختبار الطلاقة اللفظية من القدرة على تذكر الحقائق حول العالم، والمعرفة العامة مثل المفردات. فعندما يطلب أن يتم عمل قائمة بالكلمات التي تبدأ بنفس الحرف، تستطيع النساء إنتاج كلمات أكثر من الرجال. هذا على الأرجح بسبب اختلاف أنماط الاستدعاء. تميل النساء إلى تحقيق توازن أكثر بين التجميع (توليد كلمات داخل الفئات الفرعية) والتبديل (التنقل بين الفروع) مما يسمح لهم بالخروج بمزيد من الكلمات. الرجال لا تتنقل بين الفئات والفروع في كثير من الأحيان ويميلون إلى إنشاء مجموعات تحتوي على كلمات أكثر. هذه ليست إستراتيجية فعالة مثل تلك التي تستخدمها النساء بشكل عام.
يقدم هذا دليل على أنه في حين أن هناك اختلافات في قدرات الطلاقة اللفظية بين الجنسين، فقد يكون ذلك بسبب اختلاف استراتيجيات الاسترجاع مقابل الاختلافات الرئيسية في المعرفة الدلالية الفعلية.

## تذكر الاستراتيجيات والذاكرة
اختبار الاختلافات في استراتيجيات الاستذكار بين الذكور والإناث نشأت مع دراسات السلوك الجنسي. في بعض الدراسات، ذكر أن الرجال، في المتوسط، يكون لديهم شركاء جنسيين أكثر من النساء، لكن الأدلة العلمية أصبحت موضع شك. وبما أن هذه الدراسة هي استحالة إحصائية، فقد أصبحت هذه الظاهرة محورًا للدراسات، حيث قام بعض العلماء بفحص الفرضية القائلة بأن ذلك كان بسبب نقص في الذاكرة قائم على نوع الجنس، يعقبه استخدام إستراتيجيات الاسترجاع المبنية على نوع الجنس.
وقد وجدت تجربة واحدة في إستراتيجية الاستدعاء لعدد الشركاء الجنسيين الاختلافات بين الجنسين. لوحظ أن الرجال يحاولون في الغالب تقدير عددهم ما لديهم من الشركاء الجنسيين، الأمر الذي أدى في بعض الحالات إلى المبالغة في التقدير، في حين أن النساء بشكل عام حاولن سرد جميع الشركاء الذين لديهم، والذي قد يؤدي إلى احتمال النسيان، وبالتالي بعض الحالات أدت إلى تقليل العدد.
قد تنشأ الاختلافات أيضاً بسبب اختلاف الجنس حيث تختلف الاهتمامات والدوافع. على سبيل المثال، في دراسة اختبرت تذكر الإعلانات الجنسية والغير الجنسية، تبين أن الرجال يتذكرون الإعلانات الجنسية بشكل أفضل من الإعلانات غير الجنسية. زاد هذا التأثير عندما تم تضمين الإعلانات الجنسية في البرامج الجنسية. النساء، ومع ذلك، كانت جيدة على قدم المساواة في تذكر الإعلانات الجنسية والغير جنسية. قد يفسر اختلاف مستويات الاهتمام في نوعي الإعلانات التجارية التحيز الجنسي في التذكر.

## الذاكرة قصيرة المدى
ثبت أن الإناث لديها بصفة دائمة ذاكرة قصيرة المدي أقوي من الرجال. يُعتقد أن المرأة قادرة على الاحتفاظ بمزيد من عناصر المعلومات اللفظية في الذاكرة القصيرة المدى في وقت واحد. ويعتقد أن هذه الميزة في الذاكرة قصيرة المدى مرتبطة بقدرة المرأة المتفوقة على حضور أكثر من مهمة في وقت واحد، أو «تعدد المهام البشرية».
تشير الأبحاث الحديثة إلى أن الرجال يتمتعون بمزايا في أنواع فرعية محددة من الذاكرة قصيرة المدى، وعلى وجه التحديد تلك المتعلقة بالمعلومات المكانية.
في دراسة تنشيط الدماغ، أظهرت مهام الذاكرة القصيرة المدي تنشيط في كلا فصي الدماغ في أدمغة الذكور مقابل تنشيط النصف المخي الأيسر فقط من الدماغ في أدمغة الإناث. هذا يوفر دليلاً على أن هياكل الدماغ المختلفة قد تكون مسؤولة عن اختلافات الذاكرة قصيرة المدى في الذكور والإناث.

## فقدان الذاكرة
قد تكون هناك اختلافات بين الجنسين في معدلات انخفاض الذاكرة. على الرغم من أن الأبحاث حول هذا الموضوع لم تكن دائمًا ثابتة، إلا أنه من المعروف أن النساء يعانين من معدلات أعلى بكثير من مرض آلزهايمر. هذا الفرق في المعدلات كان يُعزى في البداية إلى عمر المرأة الأطول عادة، ولكن الفرق الصغير نسبيا في سنوات العمر وجد أنه غير كافٍ لشرح حدوث المرض الذي يحدث على مدى عقود. واقترح البحث الأخير وجود صلة بين الانخفاضات في هرمون الاستروجين عند سن اليأس وعدم الكفاءة في معدل التمثيل الغذائي في الدماغ. قد يؤدي نقص الهرمونات الأنثوية إلى تقليل كفاءة الطاقة في خلايا الدماغ، مما يتسبب في عدم كفاية الوقود في المخ وبالتالي التدهور المعرفي والإدراكي. التجارب السريرية للعلاج بالهرمونات البديلة لم تظهر فعاليتها في الوقاية من المرض.
كما يختلف تشخيص مرض الزهايمر بين الرجال والنساء. على الرغم من أن النساء يعانين من انخفاض أكثر وضوحًا في المادة الرمادية في بداية المرض، إلا أن الرجال يلتحقون بالنساء ويفقدون في نهاية الأمر المادة الرمادية تماماً مع تقدم المرض.
يختلف أيضاً انخفاض الذاكرة المرتبط بالعمر حسب الجنس. عندما تظل جميع العوامل، مثل العمر والتعليم والحالة الاجتماعية، والاقتصادية والموقع الجغرافي ثابتة، فإن الرجال يواجهون خطرًا متزايدًا بنسبة 50٪ في مواجهة انخفاض كبير في الذاكرة أكثر من النساء